# Vasyl Lomatsjenko
Vasyl Anatoliyovych Lomatsjenko (Oekraïens: Василь Анатолійович Ломаченко) (Bilhorod-Dnistrovsky, 17 februari 1988) is een Oekraïens bokser. Hij vecht in de supervedergewichtklasse. Hij is een tweevoudig olympisch kampioen. In 2008 in het vedergewicht en in 2012 in het lichtgewicht. Hij is de huidige WBO-supervedergewichtkampioen.

## Amateurcarrière
Lomatsjenko begon al op jonge leeftijd met boksen en werd hierbij gecoacht door zijn vader.
Hij had een uitstekende amateurcarrière. In 2007, behaalde hij de zilveren medaille op de wereldkampioenschappen. Op de Olympische Spelen van 2008 behaalde hij de gouden medaille en een jaar later werd hij ook wereldkampioen in het vedergewicht. Nadat deze klasse werd opgeheven kwam hij uit in het lichtgewicht. In deze klasse werd hij wereldkampioen in 2011 en behaalde hij de gouden medaille op de Olympische Spelen van 2012.

## Profcarrière
Na de Olympische Spelen van 2012 stapte Lomatsjenko over naar de profs. Hij maakte zijn profdebuut op 12 oktober 2013. Hij versloeg de Mexicaan Jose Ramirez op knock-out in de vierde ronde en won hierbij de WBO International-vedergewichttitel. Zijn tweede profgevecht was al om de WBO-wereldtitel. Hij zou bij winst hiermee een record hebben gevestigd, maar hij verloor in een controversieel gevecht op punten van de ervaren Mexicaan Orlando Salido.
Op 21 juni 2014, in zijn derde profgevecht, pakte hij wel de WBO-supervedergewichttitel door de Amerikaan Gary Russell Jr. op punten te verslaan. Deze titel heeft hij inmiddels vijfmaal met succes verdedigd.
Op 12 mei 2018 won Lomachenko de WBA-lichtgewichtstitel door Jorge Linares te verslaan met een knock-out in de 10e ronde. Hij is daarmee de snelste kampioen in de geschiedenis van boksen om over drie gewichtsklassen (vedergewicht, supervedergewicht en lichtgewicht) te winnen, namelijk in twaalf gevechten.

## Privé
In februari 2022 voerde Rusland een invasie uit in Oekraïne. Lomatsjenko nam de wapens op. Hij trad toe tot het Territoriale Defensiebataljon Belgorod-Dnjestr.